# Hilario Pino
Hilario Pino Velasco (Calera y Chozas, Toledo, España; 20 de febrero de 1962) es un periodista y presentador español.

## Biografía
Licenciado en Ciencias de la Información en Periodismo por la Facultad de Ciencias de la Información (Universidad Complutense de Madrid), su trayectoria profesional se inició en la Agencia de Noticias OTR entre 1982 y 1985. Ese mismo año fue contratado por la Cadena SER, donde trabajó como redactor en la sección de Economía.
Su salto a la televisión, y también su popularidad, se produjeron a partir de junio de 1989, cuando se incorporó a la recién nacida televisión autonómica Telemadrid para dirigir y presentar Telenoticias 2, el informativo nocturno de la cadena, donde permaneció hasta 1994. Compaginó la conducción del informativo, y siempre dentro de la misma cadena, primero con el espacio de reportajes 30 minutos (1991-1992) y un año más tarde con el programa de debate Aquí y ahora (1993). Además, en 1991 apareció brevemente en la película Tacones lejanos de Pedro Almodóvar, interpretando a un presentador de televisión y en 1993 colaboró en Antena 3 Radio presentando y dirigiendo El primero de la mañana.
En 1994 ficha por Canal+ para sustituir a Carles Francino en el informativo Redacción Noche. Permaneció en la cadena hasta 2001. En esta etapa se hizo muy popular su caricatura en látex dentro del programa Las noticias del guiñol.
En 1998 comienza también a trabajar en CNN+, y entre 1999 y 2001 se hace cargo del programa de entrevistas Cara a cara en esa misma cadena.
En septiembre de 2001 fue contratado por Telecinco para presentar y editar Informativos Telecinco 14:30 hasta julio de 2009 con Carme Chaparro (2001-2004), Begoña Chamorro (2004-2007) y Marta Fernández (2007-2009), con un parón entre junio de 2006 y el 26 de marzo de 2007 por motivos de salud. Después, en septiembre de 2009 saltó a la edición matinal de Informativos Telecinco hasta diciembre de 2010.
Tras la fusión de Gestevisión Telecinco y Sogecuatro, entre el 10 de enero de 2011 y hasta el 7 de octubre de 2013 presentó Noticias Cuatro 1 —hasta mayo de 2013 en solitario y de mayo a octubre de 2013 con Marta Fernández— y desde esa fecha y hasta julio de 2014 presentó Noticias Cuatro 2. En esa fecha abandona Mediaset España.
En noviembre de 2014 ficha por Atresmedia, donde colabora en  La Sexta noche de La Sexta como entrevistador de personajes ilustres de la actualidad nacional y como presentador sustituto entre 2015 y 2021. Al mismo tiempo, en octubre de 2016 ficha por Más vale tarde, como copresentador y presentador sustituto hasta diciembre de 2021. Al mismo tiempo, en noviembre de 2019 estrena en Telemadrid, ¿Dónde estabas entonces?, adaptación autonómica del programa homónimo para conmemorar los 30 años de dicha cadena.

## Premios y nominaciones
- TP de Oro (1989). Personaje más popular de Telemadrid.
- Antena de Oro (1990).[14] Por Telenoticias.
- TP de Oro (1991). Personaje más popular de Telemadrid.
- Antena de Oro (2013). Por Noticias Cuatro.
- Premios Iris (2003). Mejor Comunicador de Programas Informativos por Informativos Telecinco. Nominado a la misma categoría en 2002 y 2004.